# 충청남도지사
충청남도지사(忠淸南道知事)은 충청남도의 행정 사무를 총괄하는 광역지방자치단체장이다.

## 역대 도지사

### 일제강점기
| 호적   | 이름              | 한자 표기   | 취임             | 퇴임             | 비고                          |
| ------ | ----------------- | ----------- | ---------------- | ---------------- | ----------------------------- |
| 조선인 | 박중양            | 朴重陽      | 1910년 10월 1일  | 1915년 3월 31일  | 충청남도 장관                 |
| 내지인 | 오하라 신조       | 小原 新三   | 1915년 3월 31일  | 1916년 10월 28일 | 충청남도 장관                 |
| 내지인 | 간바야시 게이지로 | 上林 敬次郎 | 1916년 10월 28일 | 1918년 9월 23일  | 충청남도 장관                 |
| 내지인 | 구와하라 야쓰시   | 桑原 八司   | 1918년 9월 23일  | 1919년 9월 26일  | 장관, 1919년 8월부터 도지사   |
| 내지인 | 도키자네 아키호   | 時実 秋穂   | 1919년 9월 26일  | 1921년 2월 12일  |                               |
| 조선인 | 김관현            | 金寬鉉      | 1921년 2월 12일  | 1924년 12월 1일  |                               |
| 조선인 | 석진형            | 石鎭衡      | 1924년 12월 1일  | 1926년 8월 14일  |                               |
| 조선인 | 유성준            | 兪星濬      | 1926년 8월 14일  | 1927년 5월 18일  |                               |
| 조선인 | 신석린            | 申錫麟      | 1927년 5월 18일  | 1929년 11월 28일 |                               |
| 조선인 | 유진순            | 劉鎭淳      | 1929년 11월 28일 | 1931년 9월 23일  |                               |
| 내지인 | 오카자키 데쓰로   | 岡崎 哲郎   | 1931년 9월 23일  | 1935년 4월 1일   |                               |
| 조선인 | 이범익            | 李範益      | 1935년 4월 1일   | 1937년 2월 20일  |                               |
| 조선인 | 정교원            | 鄭僑源      | 1937년 2월 20일  | 1939년 5월 17일  |                               |
| 조선인 | 이성근            | 李聖根      | 1939년 5월 17일  | 1941년 5월 31일  |                               |
| 조선인 | 마쓰무라 모토히로 | 松村 基弘   | 1941년 5월 31일  | 1942년 10월 23일 | 이기방(李基枋)에서 개명       |
| 조선인 | 야마키 후미노리   | 山木 文憲   | 1942년 10월 23일 | 1945년 6월 26일  | 송문헌(宋文憲)에서 개명       |
| 조선인 | 마스나가 히로시   | 増永 弘     | 1945년 6월 26일  | 1945년 8월 15일  | 박재홍(朴在弘)에서 개명, 광복 |

### 충청남도지사(미군정 시기)
| 선출 방식 | 대수 | 이름                         | 재임기간                          | 비고                                         |
| --------- | ---- | ---------------------------- | --------------------------------- | -------------------------------------------- |
| 관선      | 1대  | 박재홍(朴在鴻)               | 1945년 8월 16일~1945년 9월 2일    | 조선총독부 최후의 충청남도지사(45.6.25 부임) |
| 관선      | 대리 | 황인식(黃寅植)               | 1945년 8월 16일~1945년 9월 2일    |                                              |
| 관선      | 2대  | 윌리엄 카프(William A. Karp) | 1945년 9월 3일~1945년 11월 2일    | 현역 미육군 대령, 주한미군 27연대장          |
| 관선      | 3대  | 황인식(黃寅植)               | 1945년 11월 3일~1946년 6월 28일   |                                              |
| 관선      | 4대  | 박종만(朴鍾萬)               | 1946년 6월 28일~1947년 7월 15일   | 군정청 공보국장에서 이임                     |
| 관선      | 5대  | 정일형(鄭一亨)               | 1947년 7월 16일~1947년 11월 15일  |                                              |
| 관선      | 대리 | 서덕순(徐德淳)               | 1947년 11월 16일~1947년 12월 21일 | 서진순(徐眞淳)으로도 기록됨                  |
| 관선      | 6대  | 서덕순(徐德淳)               | 1947년 12월 21일~1948년 10월 18일 | 과도입법위원회에서 추인 결정                 |

### 충청남도지사(대한민국 수립 이후)
| 선출 방식 |  | 대수     | 이름           | 임기                              | 정당 | 도정구호                        | 도정방침                                                                                  |
| --------- |  | -------- | -------------- | --------------------------------- | --- | ------------------------------- | ----------------------------------------------------------------------------------------- |
| 관선      |  | 초대     | 이영진(李英鎭) | 1948년 10월 18일~1951년 12월 17일 | |                                 | 애국애족, 관기확립, 민족친선                                                              |
| 관선      |  | 2대      | 진헌식(陳憲植) | 1951년 12월 17일~1952년 8월 29일  | |                                 | 민의존중, 산업부흥, 치안확보                                                              |
| 관선      |  | 3대      | 성낙서(成樂緖) | 1952년 9월 9일~1954년 9월 27일    | |                                 | 애국애족, 자립자활, 자활의식앙양                                                          |
| 관선      |  | 4대      | 이기세(李琦世) | 1954년 9월 27일~1956년 9월 24일   | |                                 | 법규준수, 기강확립, 산업부흥                                                              |
| 관선      |  | 5대      | 민병기(閔丙基) | 1956년 9월 24일~1958년 6월 14일   | |                                 | 애국애족, 민주수호, 도의심앙양, 국력증강                                                  |
| 관선      |  | 6대      | 김학응(金鶴應) | 1958년 7월 29일~1960년 4월 30일   | |                                 | 민의존중, 융화단결, 책임완수                                                              |
| 관선      |  | 7대      | 김홍식(金弘植) | 1960년 5월 2일~1960년 10월 7일    | |                                 | 민심계도, 농촌진흥, 관광개발                                                              |
| 관선      |  | 8대      | 김양현(金亮鉉) | 1960년 10월 7일~1960년 12월 30일  | |                                 | 서정쇄신, 기강확립, 신상필벌                                                              |
| 민선      |  | 9대      | 이기세(李琦世) | 1961년 1월 5일~1961년 5월 24일    | 신민당 |                                 | 민의 존중, 행정관리 개선, 농어촌 진흥                                                     |
| 관선      |  | 10대     | 윤태호(尹泰浩) | 1961년 5월 24일~1963년 12월 17일  | |                                 | 반공체제확립, 도의심앙양, 농토진흥                                                        |
| 관선      |  | 11대     | 노명우(盧明遇) | 1963년 12월 19일~1966년 3월 19일  | |                                 | 민의존중, 행정관리개선, 농어촌진흥                                                        |
| 관선      |  | 12대     | 김의창(金義昌) | 1966년 3월 19일~1967년 10월 10일  | |                                 | 행정의 강화, 소득의 증대, 사회질서 확립                                                   |
| 관선      |  | 13대     | 김윤환(金允煥) | 1967년 10월 10일~1971년 6월 12일  | | 새로운 충남을 건설하자          | 전진하는 새기풍의 조성, 향토개발의 촉진, 명랑한 사회의 건설                               |
| 관선      |  | 14대     | 민유동(閔有東) | 1971년 6월 12일~1973년 10월 20일  | | 새롭게 바꾸자                   | 민의행정 실천, 과감한 종합개발, 사회환경의 정화                                           |
| 관선      |  | 15대     | 정석모(鄭石謨) | 1973년 10월 20일~1973년 12월 10일 | | 3백만 한뜻으로 영광의 충남건설  | 총화로 유신, 증거로 봉사, 창의로 개발                                                     |
| 관선      |  | 16대     | 김수학(金秀學) | 1973년 12월 10일~1974년 9월 2일   | | 3백만 한뜻으로 영광의 충남건설  | 유신으로 총화전진, 새마을로 소득증대                                                      |
| 관선      |  | 17대     | 서정화(徐廷和) | 1974년 9월 2일~1976년 1월 12일    | | 진취하는 사회, 충청남도         | 총화발전, 지역특화, 균형건설, 생활보호                                                    |
| 관선      |  | 18대     | 정석모(鄭石謨) | 1976년 1월 12일~1978년 9월 11일   | | 푸르고 윤택한 영광의 충남       | 충성으로 총화봉사, 창의로 지역개발, 새마을로 복지향상                                     |
| 관선      |  | 19대     | 손수익(孫秀益) | 1978년 9월 11일~1980년 4월 27일   | | 전통을 빛내는 충남              | 사랑으로 봉사, 증거로 행정                                                                |
| 관선      |  | 20대     | 이계완(李契完) | 1980년 4월 28일~1982년 1월 4일    | | 보람찬 충남건설                 | 성실로 봉사, 신의로 화합, 의지로 개발                                                     |
| 관선      |  | 21대     | 유흥수(柳興洙) | 1982년 1월 5일~1984년 3월 27일    | | 활기찬 새충남                   | 적극적 봉사행정의 구현, 지역개발의 기반조성, 총화질서사회의 건설                          |
| 관선      |  | 22대     | 안응모(安應模) | 1984년 3월 28일~1987년 1월 4일    | | 으뜸충남 우리가 만들자          | 신뢰받는 봉사행정, 빈틈없는 지역안정, 복지로운 균형개발, 열이깃든 문예창달                |
| 관선      |  | 23대     | 한양수(韓良洙) | 1987년 1월 5일~1988년 5월 19일    | | 힘찬 전진, 알찬 충남            | 화합 안정, 위민 봉사, 균형 개발, 문예 진흥                                                |
| 관선      |  | 24대     | 심대평(沈大平) | 1988년 5월 20일~1990년 12월 27일  | | 희망찬 내일, 영광의 새 충남     | 인본 행정, 화합 안전, 창의 개발                                                           |
| 관선      |  | 25대     | 한청수(韓淸洙) | 1990년 12월 28일~1992년 1월 8일   | | 함께하는 도정, 도약하는 충남    | 진실, 창의, 화합                                                                          |
| 관선      |  | 26대     | 이종국(李鍾國) | 1992년 1월 9일~1992년 9월 17일    | | 함께하는 도정, 도약하는 충남    | 신뢰받는 민주, 조화로운 지역개발, 책임있는 자치행정                                       |
| 관선      |  | 27대     | 홍선기(洪善基) | 1992년 9월 18일~1993년 3월 3일    | |                                 | 신뢰 행정, 균형 발전, 지역 안정                                                           |
| 관선      |  | 28대     | 이동우(李東宇) | 1993년 3월 4일~1993년 12월 27일   | |                                 | 깨끗한 공무원, 봉사하는 공무원, 창조하는 공무원                                           |
| 관선      |  | 29대     | 박태권(朴泰權) | 1993년 12월 28일~1994년 4월 11일  | |                                 |                                                                                           |
| 관선      |  | 30대     | 박중배(朴鍾培) | 1994년 4월 16일~1995년 3월 29일   | | 충남의 밝은 미래를 열자         | 변화/개혁의 창출, 사업/경제의 진흥, 민생/환경의 개선, 교육/문화의 창달                    |
| 관선      |  | 31대     | 김한곤(金漢昆) | 1995년 3월 30일~1995년 6월 30일   | |                                 |                                                                                           |
| 민선      |  | 32대     | 심대평(沈大平) | 1995년 7월 1일~1998년 6월 30일    | 자유민주연합(1995~2006) 무소속(2006) 국민중심당(2006)                                                       | 4천만이 살고싶은 충남건설       | 인본행정의 구현, 지역경제의 육성, 개발보전의 조화, 충남정신의 발양                        |
| 민선      |  | 33대     | 심대평(沈大平) | 1998년 7월 1일~2002년 6월 30일    | 자유민주연합(1995~2006) 무소속(2006) 국민중심당(2006)                                                       | 4천만이 살고싶은 충남건설       | 인본행정의 구현, 지역경제의 육성, 개발보전의 조화, 충남정신의 발양                        |
| 민선      |  | 34대     | 심대평(沈大平) | 2002년 7월 1일~2006년 3월 24일    | 자유민주연합(1995~2006) 무소속(2006) 국민중심당(2006)                                                       | 4천만이 살고싶은 충남건설       | 충남정신 발양, 참여복지 구현, 미래인재 양성, 지역균형 발전                                |
| 민선      |  | 권한대행 | 유덕준(兪德濬) | 2006년 3월 24일~2006년 6월 30일   | |                                 |                                                                                           |
| 민선      |  | 35대     | 이완구(李完九) | 2006년 7월 1일~2009년 12월 4일    | 한나라당 | 한국의 중심, 강한 충남도        | 균형있는 지역발전, 함께하는 복지사회, 활력있는 농어촌, 역동적인 산업경제, 건강한 자연환경 |
| 민선      |  | 권한대행 | 이인화(李仁禾) | 2009년 12월 4일~2010년 6월 30일   | |                                 |                                                                                           |
| 민선      |  | 36대     | 안희정(安熙正) | 2010년 7월 1일~2014년 6월 30일    | 민주당(2010~2011) 민주통합당(2011~2013) 민주당(2013~2014) 새정치민주연합(2014~2015) 더불어민주당(2015~2018) | 행복한 변화, 새로운 충남        | 대화와 소통, 참여와 창의, 공정과 투명, 견제와 균형                                        |
| 민선      |  | 37대     | 안희정(安熙正) | 2014년 7월 1일~2018년 3월 6일     | 민주당(2010~2011) 민주통합당(2011~2013) 민주당(2013~2014) 새정치민주연합(2014~2015) 더불어민주당(2015~2018) | 행복한 변화, 새로운 충남        | 대화와 소통, 참여와 자치, 공정과 투명, 상생과 균형                                        |
| 민선      |  | 권한대행 | 남궁영(南宮英) | 2018년 3월 7일~2018년 6월 30일    | 행정부지사                                                                                                  |                                 |                                                                                           |
| 민선      |  | 38대     | 양승조(梁承晁) | 2018년 7월 1일~2022년 6월 30일    | 더불어민주당                                                                                                | 대한민국의 중심, 더 행복한 충남 |                                                                                           |
| 민선      |  | 39대     | 김태흠(金泰欽) | 2022년 7월 1일~현재               | 국민의힘 | 힘쎈 충남, 대한민국의 힘        |                                                                                           |

## 같이 보기
- 충청남도지사 선거
- 충청남도청
- 충청남도 부지사
- 충청남도지사 (일제 강점기)